# Lijst van nummer 1-hits in Oostenrijk in 2015
Deze hits stonden in 2015 op nummer 1 in de Ö3 Austria Top 40, de bekendste hitlijst in Oostenrijk.
| Datum        | Artiest                             | Titel                           |
| ------------ | ----------------------------------- | ------------------------------- |
| 2 januari    | Hozier                              | Take me to church               |
| 9 januari    | Hozier                              | Take me to church               |
| 16 januari   | Hozier                              | Take me to church               |
| 23 januari   | Hozier                              | Take me to church               |
| 30 januari   | Hozier                              | Take me to church               |
| 6 februari   | Hozier                              | Take me to church               |
| 13 februari  | Hozier                              | Take me to church               |
| 20 februari  | Ellie Goulding                      | Love me like you do             |
| 27 februari  | Ellie Goulding                      | Love me like you do             |
| 6 maart      | Ellie Goulding                      | Love me like you do             |
| 13 maart     | Ellie Goulding                      | Love me like you do             |
| 20 maart     | OMI                                 | Cheerleader (Felix Jaehn remix) |
| 27 maart     | Lost Frequencies                    | Are you with me                 |
| 3 april      | Lost Frequencies                    | Are you with me                 |
| 10 april     | Lost Frequencies                    | Are you with me                 |
| 17 april     | Wiz Khalifa & Charlie Puth          | See you again                   |
| 24 april     | Wiz Khalifa & Charlie Puth          | See you again                   |
| 1 mei        | Wiz Khalifa & Charlie Puth          | See you again                   |
| 8 mei        | Wiz Khalifa & Charlie Puth          | See you again                   |
| 15 mei       | Wiz Khalifa & Charlie Puth          | See you again                   |
| 22 mei       | Wiz Khalifa & Charlie Puth          | See you again                   |
| 29 mei       | Jason Derulo                        | Want to want me                 |
| 5 juni       | Måns Zelmerlöw                      | Heroes                          |
| 12 juni      | Måns Zelmerlöw                      | Heroes                          |
| 19 juni      | Felix Jaehn & Jasmine Thompson      | Ain't nobody (Loves me better)  |
| 26 juni      | Avicii                              | Waiting for love                |
| 3 juli       | Avicii                              | Waiting for love                |
| 10 juli      | Anna Naklab, Alle Farben & Younotos | Supergirl                       |
| 17 juli      | Anna Naklab, Alle Farben & Younotos | Supergirl                       |
| 24 juli      | Lost Frequencies & Janieck Devy     | Reality                         |
| 31 juli      | Lost Frequencies & Janieck Devy     | Reality                         |
| 7 augustus   | Lost Frequencies & Janieck Devy     | Reality                         |
| 14 augustus  | One Direction                       | Drag me down                    |
| 21 augustus  | Robin Schulz & Francesco Yates      | Sugar                           |
| 28 augustus  | Robin Schulz & Francesco Yates      | Sugar                           |
| 4 september  | Raoul Haspel                        | Schweigeminute (Traiskirchen)   |
| 11 september | Justin Bieber                       | What do you mean?               |
| 18 september | Die Ärzte                           | Schrei nach Liebe               |
| 25 september | Sido & Andreas Bourani              | Astronaut                       |
| 2 oktober    | Sido & Andreas Bourani              | Astronaut                       |
| 9 oktober    | Sido & Andreas Bourani              | Astronaut                       |
| 16 oktober   | Sido & Andreas Bourani              | Astronaut                       |
| 23 oktober   | Sido & Andreas Bourani              | Astronaut                       |
| 30 oktober   | Sido & Andreas Bourani              | Astronaut                       |
| 6 november   | Adele                               | Hello                           |
| 13 november  | Adele                               | Hello                           |
| 20 november  | Adele                               | Hello                           |
| 27 november  | Seiler und Speer                    | Ham kummst                      |
| 4 december   | Adele                               | Hello                           |
| 11 december  | Seiler und Speer                    | Ham kummst                      |
| 18 december  | Seiler und Speer                    | Ham kummst                      |
| 25 december  | Seiler und Speer                    | Ham kummst                      |